# Substitutionselastizität
In der Mikroökonomie ist die Substitutionselastizität eine spezielle Elastizität und als solche ein Maß, das die relative Änderung einer abhängigen Variablen auf eine relative Änderung einer ihrer unabhängigen Variablen angibt. Sie berücksichtigt dabei den Substitutionsgedanken, meist in der Produktions- und Nutzentheorie, was bedeutet, dass sich im Konsum oder der Produktion manche Güter oder Produktionsfaktoren in einem gewissen Grad gegeneinander austauschen lassen (vgl. substitutionale Produktionstechnologie oder Substitutionsgut).

## Definition

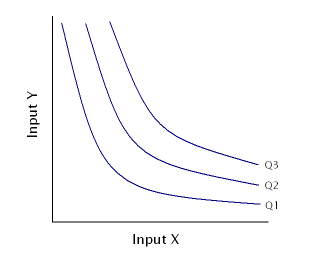
Isoquanten zweier Inputfaktoren (X und Y) und dreier Outputniveaus (, ,). Die Substitutionselastizität kann geometrisch als Krümmungsmaß der Isoquante im relevanten Bereich interpretiert werden.

Im Rahmen der Produktionstheorie wird häufig eine Produktionsfunktion betrachtet, die von zwei Inputs {\displaystyle x_{1}} und {\displaystyle x_{2}} (z. B. Arbeit und Kapital) abhängt. Dann ist die Substitutionselastizität definiert als das Verhältnis zwischen der relativen Änderung des Faktoreinsatzverhältnisses {\displaystyle {\tfrac {x_{1}}{x_{2}}}} und der relativen Änderung der Grenzrate der Substitution {\displaystyle {\tfrac {\mathrm {d} x_{1}}{\mathrm {d} x_{2}}}}:
{\displaystyle \sigma ={\frac {\mathrm {d} \left({\frac {x_{1}}{x_{2}}}\right)}{\mathrm {d} \left({\frac {\mathrm {d} x_{1}}{\mathrm {d} x_{2}}}\right)}}\cdot {\frac {\frac {\mathrm {d} x_{1}}{\mathrm {d} x_{2}}}{\frac {x_{1}}{x_{2}}}}}.
Die Grenzrate der Substitution (GRS) entspricht unter der Annahme vollkommener Konkurrenz (Preise werden als gegeben angenommen) im Optimum gleich dem Preisverhältnis der Inputfaktoren:
{\displaystyle \left|{\frac {\mathrm {d} x_{1}}{\mathrm {d} x_{2}}}\right|={\frac {p_{2}}{p_{1}}}}.
Hieraus folgt, dass die Substitutionselastizität im Optimum angibt, um wie viel Prozent sich das Mengenverhältnis zwischen zwei Produktionsfaktoren (z. B. Arbeits- und Kapitaleinsatz) verändert, wenn sich das Preisverhältnis zwischen den entsprechenden Produktionsfaktoren um ein Prozent ändert:
{\displaystyle \sigma =-{\frac {\mathrm {d} \left({\frac {x_{1}}{x_{2}}}\right)}{\mathrm {d} \left({\frac {p_{2}}{p_{1}}}\right)}}\cdot {\frac {\frac {p_{2}}{p_{1}}}{\frac {x_{1}}{x_{2}}}}}.
Die Zusammenhänge gelten analog, wenn man einen Haushalt betrachtet, der seinen Nutzen optimiert. Die Substitutionselastizität gibt dann an, um wie viele Prozente sich das Konsumverhältnis im Optimum bei konstantem Nutzenniveau zwischen zwei Gütermengen verändert, wenn sich das Preisverhältnis zwischen den entsprechenden Gütern um ein Prozent ändert.
Je größer {\displaystyle \sigma }, desto besser sind die Güter substituierbar.

## Konstante Substitutionselastizität
Eine wichtige Klasse von Funktionen sind die sogenannten CES-Funktionen, deren Substitutionselastizität konstant ist.

## Intertemporale Substitutionselastizität
In der Makroökonomie sind intertemporale Entscheidungssituationen zu analysieren, die das Konzept der Substitutionselastizität auf mehrere Perioden ausdehnen.
Die intertemporale Substitutionselastizität ist die prozentuale Veränderung des Verhältnisses des Konsums zu zwei Zeitpunkten {\displaystyle c(t_{1})/c(t_{2})} bzw. {\displaystyle C_{1}/C_{2}} im Verhältnis zur relativen Veränderung der Steigung der intertemporalen Indifferenzkurve (entspricht hier der Grenzrate der Substitution).
{\displaystyle \sigma _{1,2}=-{\frac {\frac {\mathrm {d} (C_{1}/C_{2})}{C_{1}/C_{2}}}{\frac {\mathrm {d} [U'(C_{1})/U'(C_{2})]}{U'(C_{1})/U'(C_{2})}}}={\frac {\mathrm {d} \ln(C_{2}/C_{1})}{\mathrm {d} \ln {\text{GRS}}}}}

## Eigenschaften der Substitutionselastizität
Die Substitionselastizität ist symmetrisch. Beispielsweise gilt
{\displaystyle \sigma _{LK}=\sigma _{KL}}
Die Spezialfälle:
- {\displaystyle \sigma =1}: Cobb-Douglas-Funktion
- {\displaystyle \sigma =0}: Leontief-Produktionsfunktion
- {\displaystyle \sigma \rightarrow \infty }: Lineare Produktionsfunktion.

## Empirische Untersuchungen
Informationen über Elastizitäten sind wichtig, um die Effekte von möglichen Politikeingriffen bewerten zu können.
Die Schätzung der Substitutionselastizität ist besonders wichtig bei der Analyse von Wachstum und anderen wirtschaftlichen Problemen.
Empirische Schätzungen der Substitutionselastizität zwischen Arbeit und Kapital für die Vereinigten Staaten von Amerika:
- Chirinko (2008) diskutiert unterschiedliche empirische Studien zur Substitutionselastizität und kommt zu dem Schluss, dass die Empirie auf eine Substitutionselastizität zwischen 0,40 und 0,60 hindeutet.[7]
- Young (2013) untersucht die Substitutionselastizitäten auf Branchenebene. Er kommt zu dem Schluss, dass die aggregierte Substitutionselastizität (alle Branchen) unter 0,620 und für die große Mehrheit der Branchen unter 1 liegt.[8]
- Chirinko und Mallick (2017) sehen in der Substitutionselastizität zwischen Arbeit und Kapital eine entscheidende Größe zur Erklärung des langanhaltenden Rückgangs des Arbeitsanteils am Einkommen. Deren Benchmark-Schätzung der Substitutionselastizität liegt bei 0.406.[9]
- Knoblach, Roessler und Zwerschke (2019) schätzen die Substitutionselastizität im Rahmen einer Meta-Regressions-Analyse und kommen hierfür auf Werte zwischen 0.45 und 0.87.[10]

Dabei sind die Determinanten der Substitutionselastizität zwischen Kapital und Arbeit bisher ungenügend erforscht. Die empirischen Schätzungen für andere Länder insbesondere für die Entwicklungsländer zeigen, dass Nachholbedarf besteht.